# Departamento Ambato
Das Departamento Ambato liegt im Zentrum der Provinz Catamarca im Nordwesten Argentiniens und ist eine der 16 Verwaltungseinheiten der Provinz. 
Es grenzt im Norden an das Departamento Andalgalá und die Provinz Tucumán, im Osten an das Departamento Paclín, im Süden an die Departamentos Fray Mamerto Esquiú und Capayán und im Westen an das Departamento Pomán. 
Die Hauptstadt des Departamento ist La Puerta, die 46 Kilometer von der Provinzhauptstadt San Fernando del Valle de Catamarca entfernt liegt.

## Städte und Gemeinden
Das Departamento ist in folgende Orte (Localidades) aufgeteilt:
- Chuchucaruana
- Colpes
- El Bolsón
- El Rodeo
- Huaycama
- La Puerta
- Las Chacritas
- Las Juntas
- Los Castillos
- Los Talas
- Los Varela
- Singuil

Hinzu kommen die Kleinstsiedlungen (Parajes):
| - Cerco del Palo - Chavarría - El Chorro - El Faldeo - El Parque - El Polear - El Tabique - Humaya Norte - Humaya Sur - La Aguada - La Isla | - La Quebrada - La Quebradita - La Rinconada - Las Agüitas - Las Burras - Las Cañadas - Las Higueras - Las Piedras Blancas - Loma Cortada - Loma de las Tordillas - Los Narváez | - Los Navarros - Los Potrerillos - Puesto El Medio - Puesto Gracián - Puesto Mascareño - Puesto Serafin - Río de las Casas Viejas - Rodeo Grande - Villa El Alto |

## Wirtschaft
Die Wirtschaft basiert auf der Viehzucht (Rinder, Reitpferde, Schafe und Ziegen) und der Landwirtschaft. Angebaut werden vorwiegend Futterpflanzen, Kartoffeln, Steinobst und Nüsse.